# Barry, Illinois
Barry är en ort i Pike County i delstaten Illinois, USA.